# Werner III d'Asburgo
Werner III d'Asburgo (1104 circa – Roma, 19 agosto 1167) fu conte di Asburgo e langravio dell'Alta Alsazia.

## Biografia
Figlio di Ottone II e di Hilla, alla morte del padre gli succedette nei titoli di conte di Asburgo, ed ottenne il titolo di langravio dell'Alta Alsazia, conferitogli (1135 circa) dall'imperatore Lotario II di Supplimburgo. In età avanzata ottenne il titolo di prevosto di Murbach.
Morì a Roma il 19 agosto 1167, per un'epidemia dopo aver partecipato alla battaglia di Prata Porci.

## Famiglia e figli
Egli sposò Ita di Starkenberg (in Tirolo). Essi ebbero:
- Alberto III, detto il Ricco;
- Ottone III, vescovo di Costanza come Ottone II (1166-1174);
- Richenza († 1180) ∞ Ludovico I, conte di Ferrette, († 1180) (Scarponnois);
- Gertrude († 15 gennaio 1132/4) ∞ Teodorico III († prima del 1160), conte di Mömpelgard dal 1145 al 1155 (Scarponnois).

## Ascendenza
|                         |   |                          | Genitori |  |  | Nonni |  |  | Bisnonni |  |  | Trisnonni            |  |
|                         |   |                          |          |  |  |       |  |  | Radbot   |  |  | Lanzellino d'Asburgo |  |
|                         |   |                          |          |  |  |       |  |  | Radbot   |  |  | Lanzellino d'Asburgo |  |
|                         |   | Luitgarda di Nellenbourg |          |  |  |       |  |  | Radbot   |  |  |                      |  |
| Werner II d'Asburgo     |   |                          |          |  |  |       |  |  | Radbot   |  |  |                      |  |
|                         |   | Ida                      | …        |  |  |       |  |  |          |  |  |                      |  |
|                         |   | Ida                      | …        |  |  |       |  |  |          |  |  |                      |  |
|                         |   | Ida                      | …        |  |  |       |  |  |          |  |  |                      |  |
| Ottone II d'Asburgo     |   | Ida                      |          |  |  |       |  |  |          |  |  |                      |  |
|                         |   | …                        | …        |  |  |       |  |  |          |  |  |                      |  |
|                         |   | …                        | …        |  |  |       |  |  |          |  |  |                      |  |
|                         |   | …                        | …        |  |  |       |  |  |          |  |  |                      |  |
| Regelinda di Nellenburg |   | …                        |          |  |  |       |  |  |          |  |  |                      |  |
|                         |   | …                        | …        |  |  |       |  |  |          |  |  |                      |  |
|                         |   | …                        | …        |  |  |       |  |  |          |  |  |                      |  |
|                         |   | …                        | …        |  |  |       |  |  |          |  |  |                      |  |
| Werner III il Ricco     |   | …                        |          |  |  |       |  |  |          |  |  |                      |  |
|                         | … | …                        |          |  |  |       |  |  |          |  |  |                      |  |
|                         | … | …                        |          |  |  |       |  |  |          |  |  |                      |  |
|                         | … | …                        |          |  |  |       |  |  |          |  |  |                      |  |
| Rodolfo di Pfirt        | … |                          |          |  |  |       |  |  |          |  |  |                      |  |
|                         |   | …                        | …        |  |  |       |  |  |          |  |  |                      |  |
|                         |   | …                        | …        |  |  |       |  |  |          |  |  |                      |  |
|                         |   | …                        | …        |  |  |       |  |  |          |  |  |                      |  |
| Hilla di Pfirt          |   | …                        |          |  |  |       |  |  |          |  |  |                      |  |
|                         |   | …                        | …        |  |  |       |  |  |          |  |  |                      |  |
|                         |   | …                        | …        |  |  |       |  |  |          |  |  |                      |  |
|                         |   | …                        | …        |  |  |       |  |  |          |  |  |                      |  |
| Rodolfo II di Homberg   |   | …                        |          |  |  |       |  |  |          |  |  |                      |  |
|                         |   | …                        | …        |  |  |       |  |  |          |  |  |                      |  |
|                         |   | …                        | …        |  |  |       |  |  |          |  |  |                      |  |
|                         |   | …                        | …        |  |  |       |  |  |          |  |  |                      |  |
|                         |   | …                        |          |  |  |       |  |  |          |  |  |                      |  |